# Duke of Portland

Wappen der Dukes of Portland (seit 1801)

Duke of Portland war ein erblicher britischer Adelstitel in der Peerage of Great Britain, benannt nach der Isle of Portland in England. 
Familiensitz der Dukes war Welbeck Abbey in Nottinghamshire.

## Verleihung und Geschichte des Titels
Der Titel wurde am 6. Juli 1715 an Henry Bentinck, 2. Earl of Portland, aus der Familie Bentinck verliehen. Dieser war ein wichtiger Abgeordneter zunächst im Unterhaus, später dann im House of Lords. Zusammen mit dem Dukedom wurde ihm, ebenfalls in der Peerage of Great Britain, der nachgeordnete Titel Marquess of Titchfield verliehen. Von seinem Vater hatte er bereits 1709 die fortan nachgeordneten Titel 2.Earl of Portland, 2. Viscount Woodstock und 2. Baron Cirencester geerbt, die diesem am 9. April 1689 in der Peerage of England verliehen worden waren.
Der Heir apparent des Dukes verwendete den Höflichkeitstitel Marquess of Titchfield.
Der 3. Duke ergänzte 1801 den Familiennamen nach der Familie seiner Gattin, Cavendish, 1801 zu Cavendish-Bentinck. Dessen ältester Sohn, der spätere 4. Duke, ergänzte 1795 seinen Familiennamen nach der Familie seiner Gattin, Scott, zu Scott-Bentinck und 1801 entsprechend zu Cavendish-Scott-Bentinck. Als dessen Sohn, der 5. Duke, 1879 kinderlos starb, fielen die Titel an dessen Cousin, einen Enkel des zweitältesten Sohnes des 4. Dukes, als 6. Duke, der weiterhin den Familiennamen Cavendish-Bentinck führte.
Am 23. April 1880 wurde Augusta Cavendish-Bentinck, der Stiefmutter des 6. Dukes, in der Peerage of the United Kingdom der Titel Baroness Bolsover verliehen. Nach ihrem Tode erbte der 6. Duke den Titel, er erlosch jedoch mit dem Tod von dessen Sohn, dem 7. Duke, am 21. März 1977. Das Dukedom und die übrigen Titel fielen daraufhin an dessen Cousin dritten Grades als 8. Duke.
Beim Tod von dessen Bruder, dem 9. Duke, am 30. Juli 1990 erloschen schließlich das Dukedom und das Marquessate. Die übrigen, 1689 geschaffenen Titel fielen an einen Cousin siebten Grades, Henry Bentinck als 11. Earl of Portland, der von einem jüngeren Sohn des Vaters des ersten Dukes abstammte.

## Liste der Dukes of Portland (1716)
- Henry Bentinck, 1. Duke of Portland (1682–1726)
- William Bentinck, 2. Duke of Portland (1708–1762)
- William Cavendish-Bentinck, 3. Duke of Portland (1738–1809)
- William Cavendish-Scott-Bentinck, 4. Duke of Portland (1774–1839)
- William Cavendish-Scott-Bentinck, 5. Duke of Portland (1800–1879)
- William Cavendish-Bentinck, 6. Duke of Portland (1857–1943)
- William Cavendish-Bentinck, 7. Duke of Portland (1893–1977)
- Ferdinand Cavendish-Bentinck, 8. Duke of Portland (1888–1980)
- Victor Cavendish-Bentinck, 9. Duke of Portland (1897–1990)